# Sobelair
La Sobelair, (code OACI : SLR) était une compagnie aérienne charter belge, filiale de la Sabena. Elle fit faillite en janvier 2004.

## Histoire

Ancien logotype de la Sobelair

Ancien logotype de la Sobelair

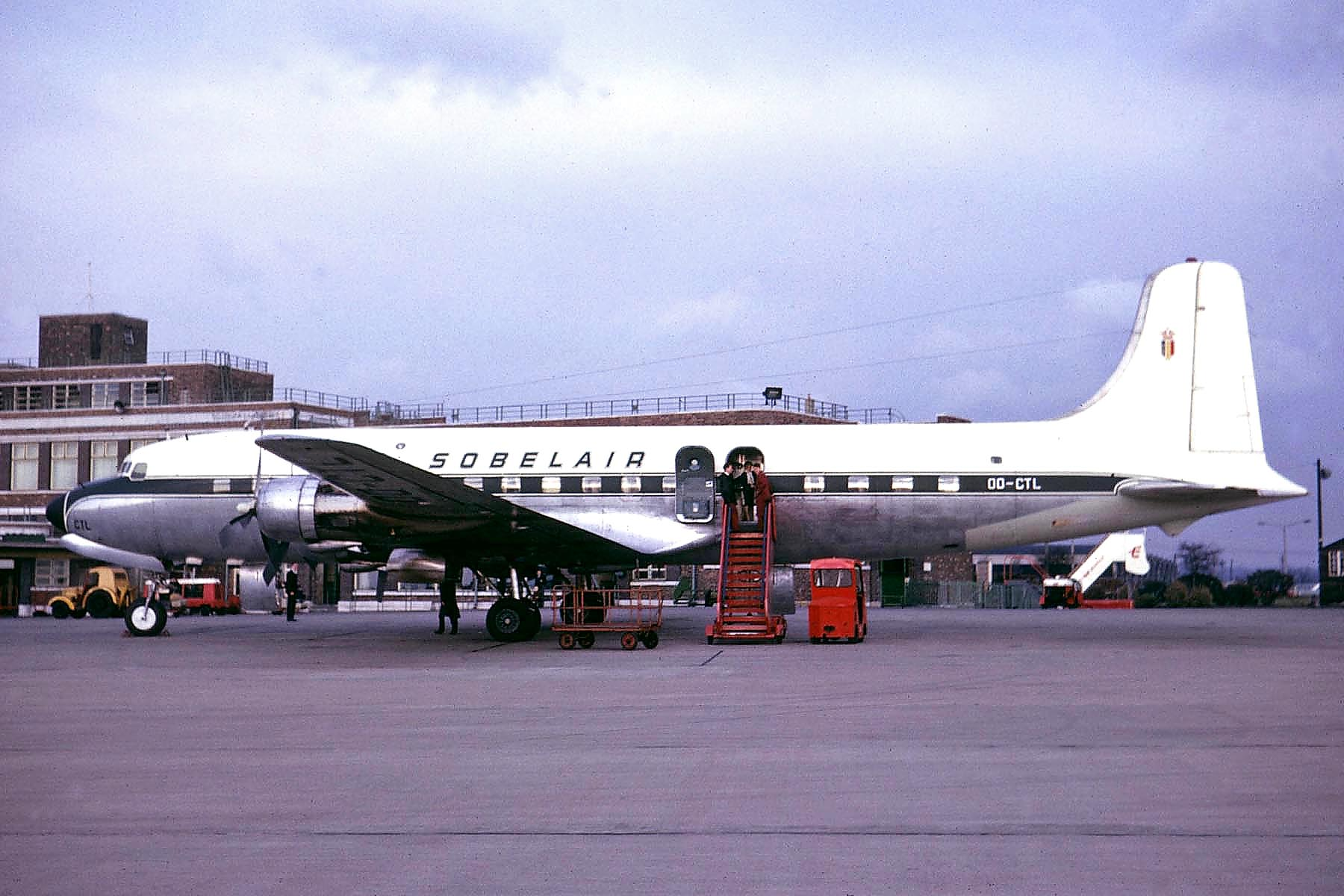
Douglas DC-6 de la Sobelair

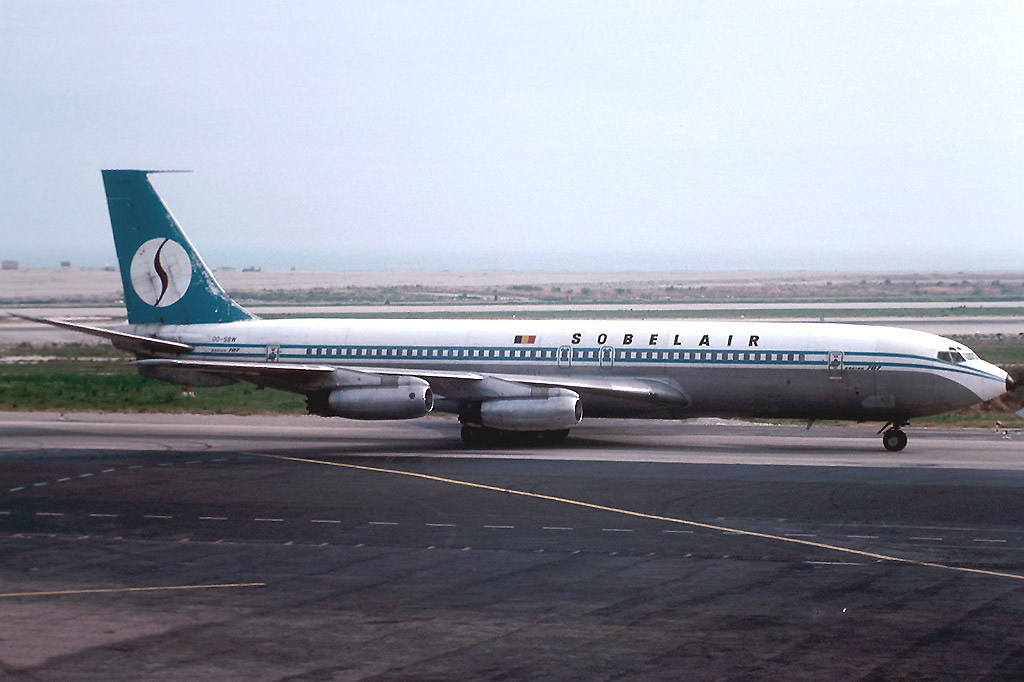
Boeing 707 de la Sobelair en septembre 1980 à Nice

Marcel Gillard, Gaby Créteur et Robert Kegeleirs, tous trois ex-pilotes de la SABENA et de la Royal Air Force (RAF) Britannique avec Jean Créteur (frère de Gaby ) et de Teirlinck (ex-ingénieur de la SABENA) fondent la Société d’études et de transports aériens le 30 juillet 1946  afin de mettre au point ce qui deviendra le 19 novembre 1946, la Sobelair.
Un Douglas Dakota DC-3 est acquis auprès de la Royale Air Force mais il ne fut jamais mis en service en raison de vices cachés. Un autre DC-3 est acheté et le 15 octobre 1946, il décolle de Bruxelles à destination de Nice via Paris pour embarquer des fleurs à livrer en Grande-Bretagne. C'est ainsi que l’activité fret que Sobelair a débuté.
Après le fret, la Sobelair exploite "Le Congo" car de nombreux Belges sur place ont le mal du pays après la deuxième guerre mondiale et de nombreux Belges désirent également visiter cette colonie Belge.
La Sabena effectue déjà des vols réguliers vers Stanleyville (devenue Kisangani) en Douglas DC-4 mais n’arrive pas à suivre la demande.
La Sobelair tente sa chance avec des vols charters à destination de l’Est du Congo à savoir le Rwanda et le Burundi dès le début de 1947.
Le 15 février 1947, le premier vol part de Bruxelles-Haren vers Elisabethville (devenue Lubumbashi) avec des escales touristiques telles que Rome, Athènes, Beyrouth, Rhodes, Jerusalem. Cette ligne aura un tel succès que deux autres Douglas DC-3 sont acquis afin de permettre un service bi-hebdomadaire.
Fin 1947, à la demande du gouvernement abyssinien, Sobelair ouvre une ligne Bruxelles - Addis Abeba en Éthiopie.
Au cours des années 1950, Sobelair remplace ses DC-3 par des DC-4.
En 1949, Sabena devient un des principaux actionnaires.
Bien implantée en Afrique, l’État belge invite Sobelair à assurer des services intérieurs au Congo (Congo-Belge), ce qu’elle fera avec trois Cessna 310 (immatriculés OO-CUA, OO-CUB et OO-CUB) achetés en avril 1957 mais cette activité aérienne très rentable s’achève fin 1961 avec l’indépendance du Congo.
En 1963, Sobelair ouvre la première liaison commerciale de type "croisière" avec le Japon en Douglas DC-6 faisant des escales culturelles et touristiques en Égypte, Inde, Pakistan, Burma, Thaïlande...
En 1967, Sobelair obtient de la Sabena la desserte à partir de Bruxelles de Amsterdam, Cologne et Stuttgart assurées avec un Fokker F-27.
Les années 1970, Sobelair dessert le bassin méditerranéen avec des Caravelle héritées de Sabena.
En 1973, malgré le choc pétrolier, Sobelair fait l'acquisition de trois Boeing 737.
Dès 1974, Sobelair acquiert des Boeing 707 et les met en ligne sur l’Amérique du Sud en desservant le Montevideo, l'Uruguay, Lima au Pérou, Rio de Janeiro au Brésil et les Antilles françaises sans oublier l’acheminement des pèlerins vers La Mecque.
Dans les années 1980, l’agent de voyage Airtours qui était un des principaux pourvoyeurs en passagers de Sobelair fait faillite. Sobelair louera des Boeing 727 dont deux à la compagnie française Air Charter (F-GCDA et F-GCDB).
Dans les années 1990, Sobelair renouvelle sa flotte de long-courriers avec des Boeing 767 et Boeing 737 de nouvelle génération puis dessert aussi bien les stations balnéaires en Méditerranée que les USA  avec les Caraïbes et le Mexique mais aussi la Thaïlande et le Kenya.
En 1994, Sobelair louera un Douglas DC-10 (immatriculé OO-PHN) et des McDonnell Douglas MD-80 français d'Air Liberté (immatriculés F-GHHO et F-GHHP).
En 2000, la compagnie louera un Airbus A320 immatriculé EI-TLI à la compagnie Irlandaise TransAer International Airlines.
Elle abandonne le 30 juin 2003, la ligne Bruxelles-Johannesburg.
Elle fut déclarée en faillite à la suite de difficultés financières, le 19 janvier 2004, en dépit d’une offre de rachat par Tui Belgium (Jet Air) principal client de la Sobelair, qui n’aboutira pas, soit un peu moins de 3 ans après sa consœur, la Sabena en novembre 2001. Cependant, la faillite sera cassée par la Cour d'apple de Bruxelles le 30 juin 2004. Cette décision a été confirmée par la Cour de Cassation le 15 décembre 2005. Les activités ayant cessé, la société a été mise en liquidation.
Sobelair avait alors été reprise en juin 2002 par le société Belgian World Airlines (BWA), contrôlée par l'homme d'affaires belge Aldo Vastapane,,.
Sobelair exploitait alors une flotte de 12 avions et employait environ 480 personnes. Elle offrait quelque 70 destinations en Europe et autour de la Méditerranée, mais desservait également l'Afrique, l'Amérique centrale et les Caraïbes: Cuba, République dominicaine, Antilles néerlandaises, Mexique.

## Origine du nom
À la base, la Sobelair s'appelait Société d’Étude et de Transports Aériens abréviée « SETA ».
Le nom Sobelair signifiait "Société Belge de Transports par Air"

## Destinations
En 2000, Sobelair desservait en courte distance:
- Autriche (Salzburg),
- Bulgarie (Varna),
- Croatie (Dubrovnik et Pula),
- Chypre (Paphos et Larnaka),
- Égypte (Louxor et Sharm-el-Skeik),
- France (Ajaccio et Lourdes),
- Grèce (14 destinations dont Héraklion, Corfou, Athènes ou Mykonos),
- Israël (Ovda et Eilat),
- Italie (9 destinations dont Venice, Naples ou Palerme),
- Maroc (Agadir et Marrakech),
- Portugal (Faro, Lisbonne et Funchal),
- Espagne (13 destinations dont Ibiza, Las Palmas, Tenerife ou Alicante),
- Tunisie (Monastir ou Djerba),
- Turquie (Antalya et Dalaman).

Elle desservait également en long-courrier Cuba (Varadéro), la République dominicaine (Puerto-Plata, Punta-Cana et Saint-Domingue), le Mexique (Cancun), les Antilles Hollandaises (Bonaire, Curaçao et Saint-Martin) et les USA (Las Vegas et San Francisco).

## Flotte

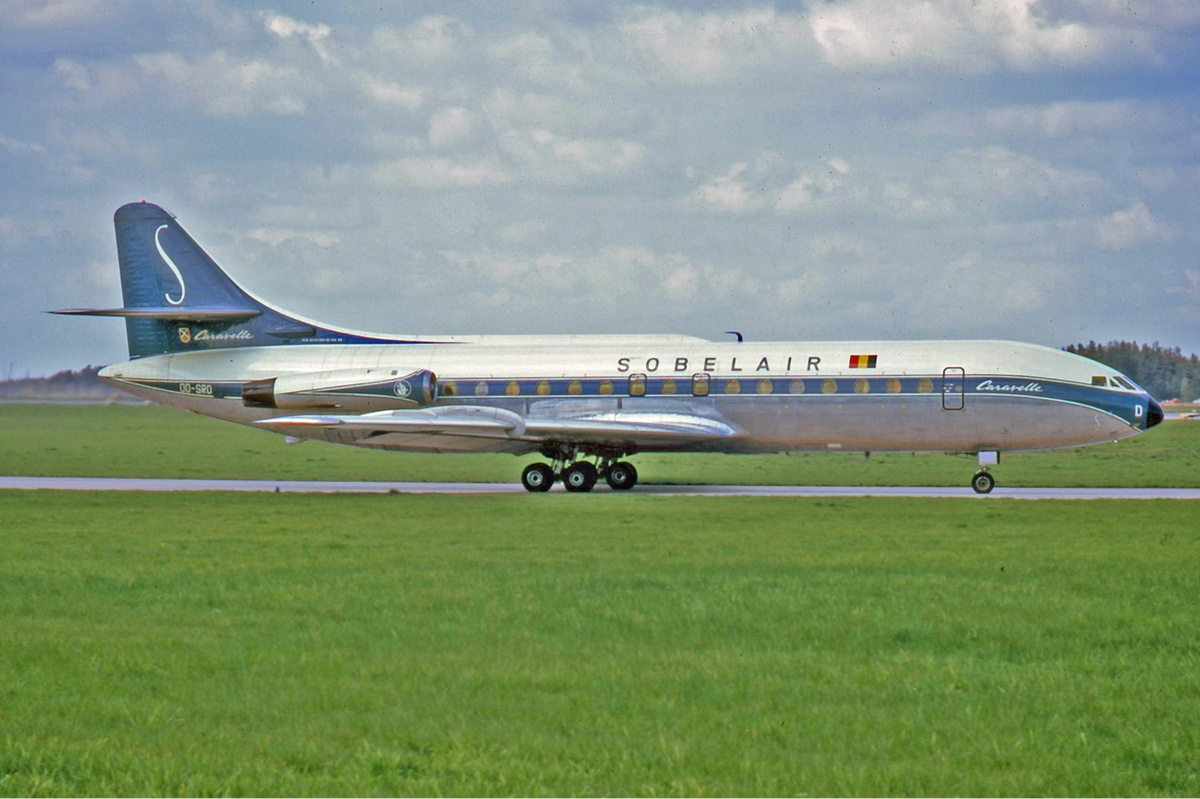
Un Sud Aviation Caravelle de la sobelair. La peinture était la même que celle de la Sabena, avec le fameux « S majestueux » sur la queue de l'appareil.

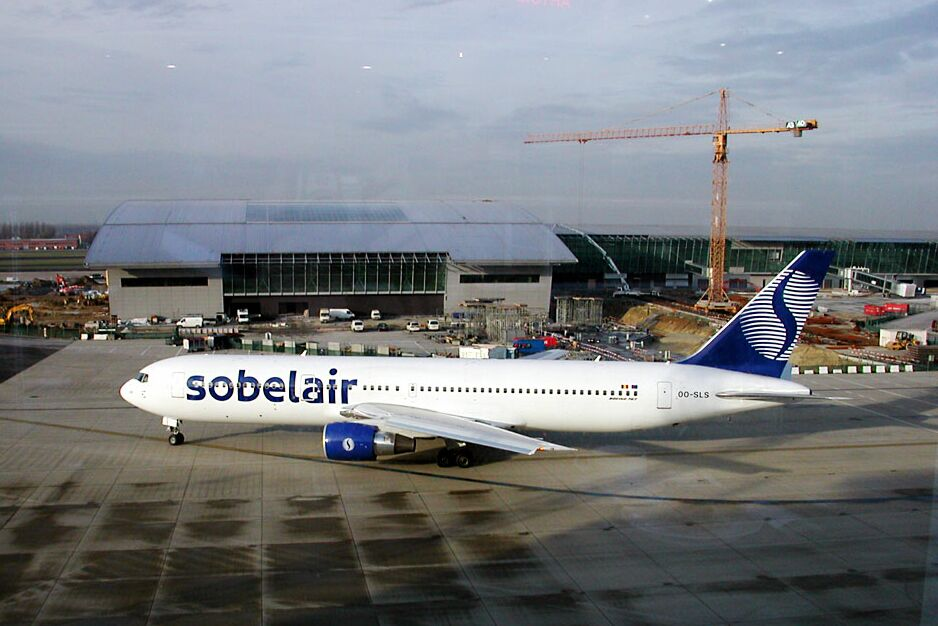
Un Boeing 767-300 de la Sobelair à l'aéroport de Bruxelles.

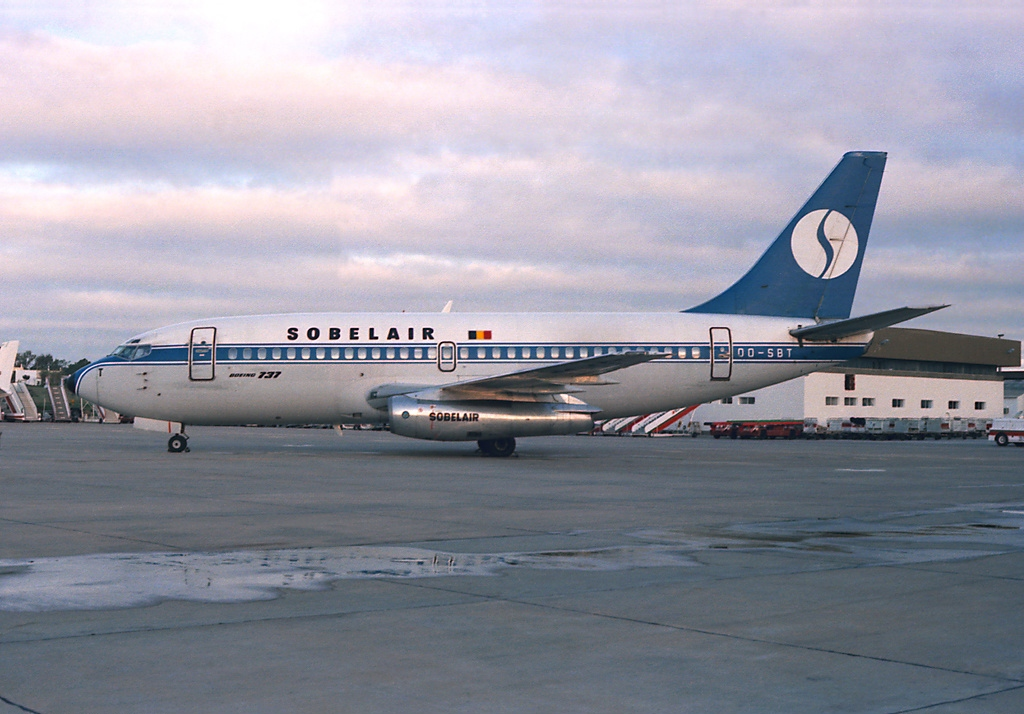
Un Boeing 737-229 de la compagnie.

Le long de ses soixante années d'existence, la Sobelair opéra avec différents types d'avions dont voici une liste exhaustive:

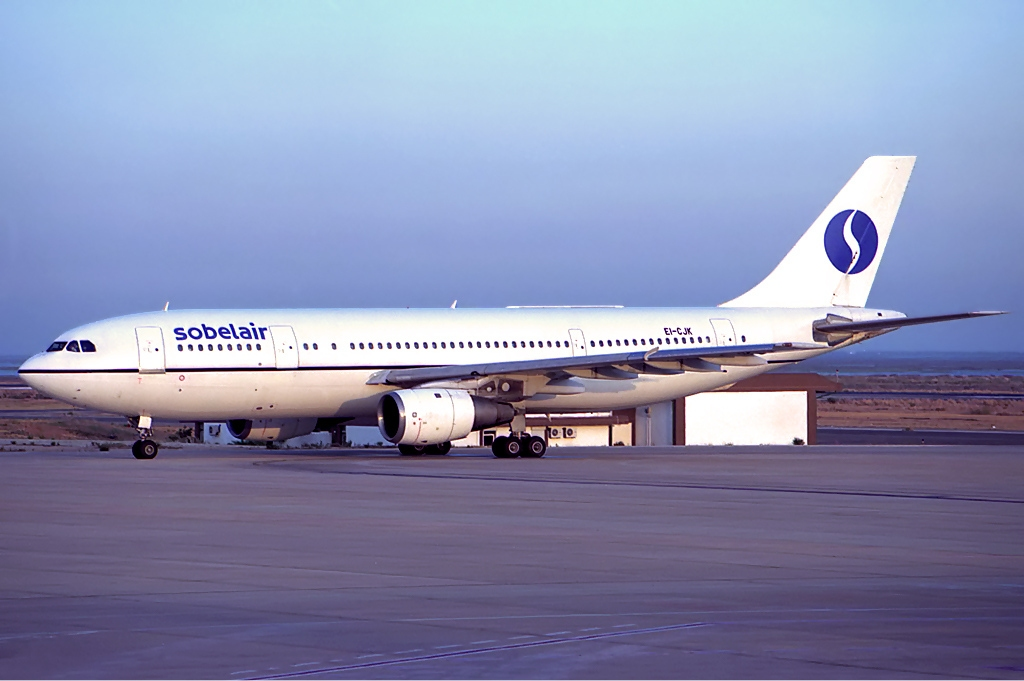
Un Airbus A300 de la Sobelair

## Accidents et  incidents
- Le 22 avril 1960, un Douglas C-54 Skymaster, immatriculé OO-SBL, en provenance du Caire s'est écrasé contre une colline alors qu'il était en approche pour Bunia au Congo belge. Les 28 passagers et les 7 membres d'équipage ont perdu la vie[14].
- Le 20 décembre 1970, un Douglas DC-6, immatriculé OO-CTL, opérant un vol cargo, dut effectuer un atterrissage d'urgence à l'aéroport de Malaga-Costa del Sol à cause d'une défaillance du train d'atterrissage gauche, à la suite d'un problème hydraulique. L'appareil fut endommagé lorsqu'il quitta la piste. Aucun des sept membres d'équipage ne fut blessé[15].
- Le 29 mars 1981, un Boeing 707, immatriculé OO-SJA, souffrit d'un incendie dans l'un de ses réacteurs juste après le décollage de l'aéroport de Bruxelles et fut contraint de revenir se poser en urgence. Cependant, les pilotes n'ayant pas eu le temps de larguer du carburant en vol, l'avion était trop lourd et ils décidèrent d’atterrir à côté de la piste par peur de manquer de longueur de tarmac. Tous les 109 passagers ainsi que les 8 membres d'équipage survécurent[16].

## Anecdotes
- La couverture du 10 mars 1949 de l'édition belge du journal Tintin, numéro 10, est illustrée d'un dessin monogrammé J.M., représentant un avion de cette compagnie vers lequel se dirigent des enfants.